# Lak

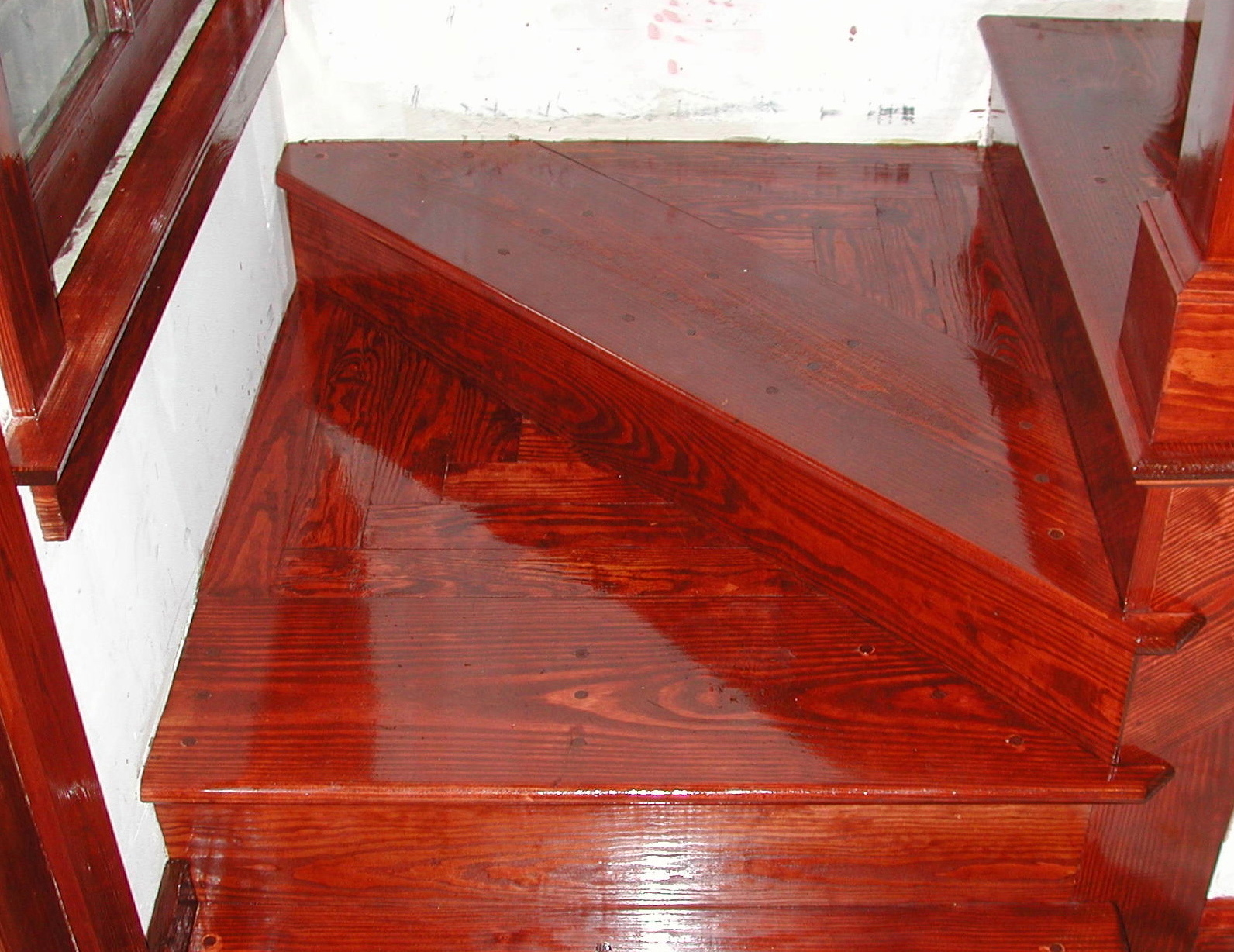
Lak na dřevěných schodech

Lak je materiál (nátěrová hmota) tvořící průhledný, tvrdý, ochranný film především na dřevě, ale i na jiných materiálech. Tradičně se jedná o kombinaci zasychajícího oleje, pryskyřice a ředidla nebo rozpouštědla. Laky tvoří obvykle lesklý povrch, ale mohou tvořit i matný nebo pololesklý, když se přidají zmatňující činidla. Laky jsou bezbarvé nebo jen mírně zbarvené, jsou průhledné a neobsahují žádný pigment, na rozdíl od barev a mořidel (obsahují pigment a obecně jsou neprůhledné až průsvitné). Laky lze aplikovat přes mořidla jako závěrečný krok k získání lesklého a chránícího filmu. Některé výrobky se prodávají jako kombinace mořidla a laku.
Laky se hojně vyskytují také v automobilovém průmyslu. Autolak je nedílnou součástí každého vozu a představuje základní ochranu před korozí. Významnou inovaci představují autolaky s vodouředitelnými bázemi. Vodouředitelná barevná laková báze zajišťuje vyšší kvalitu laku a zkracuje procesní časy.